# Третичный сектор экономики
Третичный сектор экономики  — сфера услуг (сектор экономики) государства, к которой относят транспорт, связь, торговлю, туризм, здравоохранение и тому подобное.

## Определение
Согласно Большой российской энциклопедии (БРЭ) третичный сектор экономики — это сфера услуг, то есть совокупность отраслей, предоставляющих услуги экономическим агентам.
В сферу услуг принято включать культуру, образование, здравоохранение, бытовое обслуживание.

## Трехсекторная модель экономики
Переход к господствующей третичной экономике связан с «ростом производительности труда в промышленности» — а в реальном проявлении — с вытеснением людей из производительного процесса, с заменой их на автоматизированные и роботизированные станки и производственные линии, в связи с чем «высвобождаются ресурсы» для развития сферы услуг. 
Помимо третичного сектора экономики также выделяют первичный сектор (добыча сырья и его переработка в полуфабрикаты) и вторичный сектор (производство промышленных изделий).
Часто из третичного сектора экономики выделяют четвертичный сектор экономики — информационные технологии, образование, научные исследования, глобальный маркетинг, банковские и финансовые услуги, другие услуги, связанные не с производством как таковым, а с его планированием и организацией (экономика знаний).
Общество, существующее в условиях господствующего третичного сектора экономики, называют постиндустриальным.